# Villa Carcina
Villa Carcina (en italià [ˈvilːa karˈtʃina], en llombard local Vìla Carsìna [ˈvilɔ karˈhinɔ] o [ˈvilɔ karˈsinɔ]) és un municipi italià de 10 980 habitants de la província de Brescia en Lombardia, situat en la baixa Vall Trompia.
El municipi (en italià "comune") de Villa Carcina és situat a Nord de la ciutat de Brescia i està fet de 5 "frazioni" (fraccions): Cailina, Carcina, Cogozzo, Pregno i Villa.

## Geografia física

### Territori
Villa Carcina confina al nord amb els municipis de Sarezzo, a l'est amb Lumezzane i Concesio, al sud amb Concesio i a l'oest amb Brione i Gussago. El territori municipal té una superfície de 14,41 km².

### Clima
El clima de Villa Carcina està caracteritzat d'hiverns freds amb molta neu a les muntanyes limitrofe i d'estius càlids.

## Història
El municipi de Villa Carcina, així com és avui, va ser constituït en l'any 1928, quan el règim feixista va reunir els municipis més petits. Abans d'aquell moment hi havia dos municipis: Villa di Cogozzo (format per les fraccions Villa, Cogozzo i Cailina), i Carcina-Pregno (format per les fraccions Carcina i Pregno).

## Persones lligades a Villa Carcina
- Cesare Scaluggia, garibaldí
- Paolo de Cailina (el jove), pintor
- Paolo de Cailina (el vell), pintor
- Paolo Bossini, nuotatore (29 juny 1985)
- Giovanni Quistini, advocat
- Guido Ruffini, enginyer
- Federico Bagozzi, empresari
- Antonio Bernocchi, empresari
- Francesco Glisenti, empresari

## Infraestructures i transports

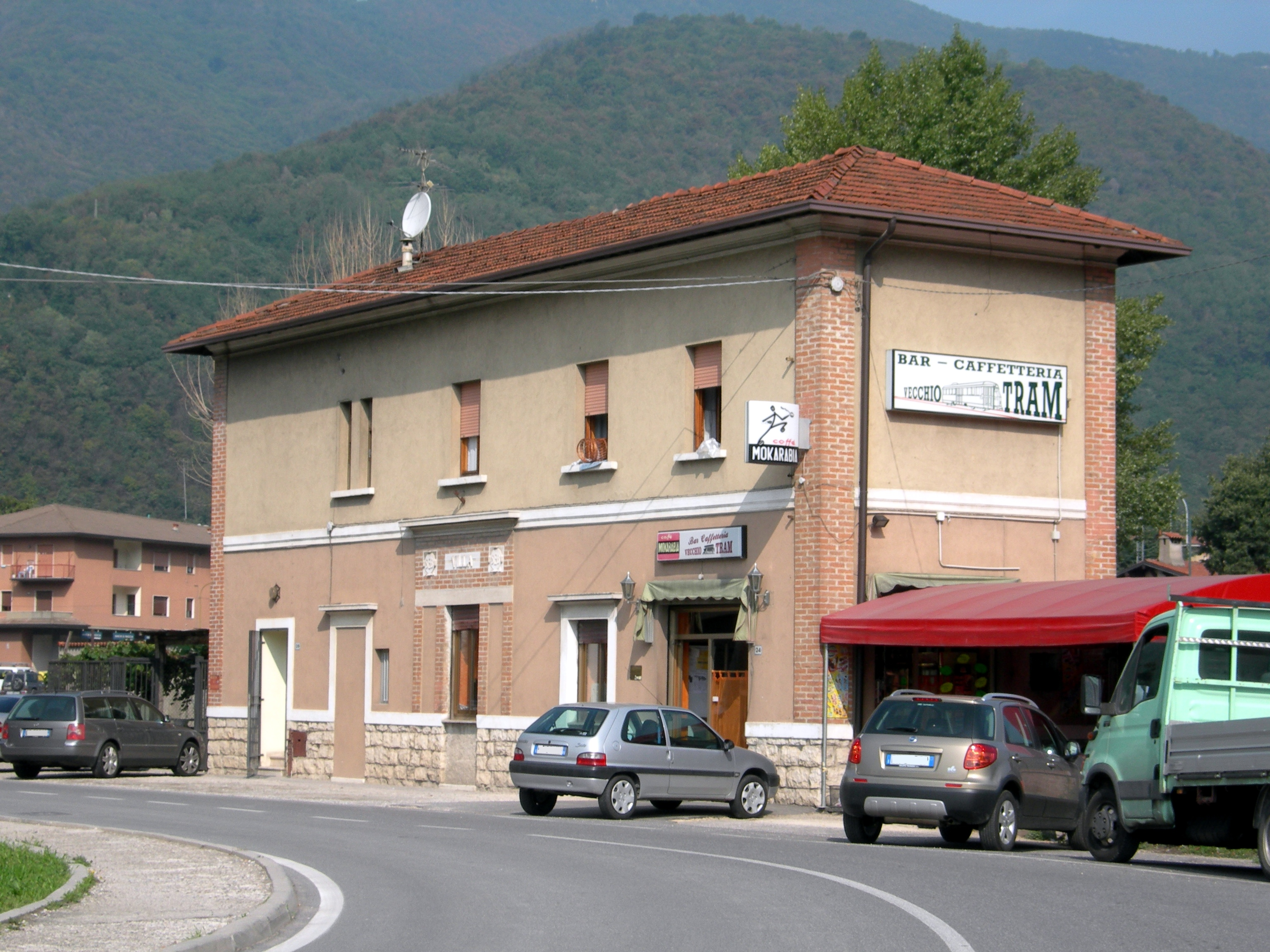
Vila Carcina, ex estació del tramvia. Ara ja no hi és més.

Entre el 1882 i el 1954 Carcina va ser lloc d'algunes estacions del tramvia de la Vall Trompia, a servei de la població i del local establiment.